# True Blue (Lied)
True Blue ist ein Lied der amerikanischen Sängerin und Songwriterin Madonna. Es wurde am 29. September 1986 bei Sire Records, als dritte Single aus ihrem dritten Studioalbum True Blue, veröffentlicht. Komponiert hat das Lied Steve Bray. Das Stück handelt von den Gefühlen Madonnas zu ihrem damaligen Ehemann Sean Penn. True Blue ist ein Dance-Popsong, das mit einer Rhythmusgitarre, einem Synthesizer, einem Keyboard und Schlagzeug eingespielt und aufgenommen wurde. Das Lied wurde im Doo-Wop-Musikstil vertont. Es ist 4:17 Minuten lang.
Von den Kritikern wurde True Blue gut bewertet, viele bezeichneten das Lied als „Highlight des Albums“ und als „gut gelungenen Popsong“. Der Erfolg der Single war groß, unter anderem wurde das Lied ein Nummer-eins-Hit im Vereinigten Königreich, Irland und Kanada. In den Vereinigten Staaten war die Single-Auskoppelung ebenfalls erfolgreich und erreichte Platz 3 der Billboard Hot 100. Im originalen Musikvideo zeigt sich Madonna mit einem neuen Image: schlanker, sportlicher und mit platinblondem gelocktem Haar. Ein anderes Musikvideo wurde für den Wettbewerb Make My Video auf MTV gedreht. Beide Videos waren von den 1950ern inspiriert und zeigten visuell das Thema und den Inhalt des Liedes. True Blue wurde von Madonna nur bei der Who’s That Girl World Tour und der Rebel Heart Tour live präsentiert.

## Entstehung und Inspiration
Das Lied wurde von Steve Bray geschrieben und produziert, Madonna wirkte als Co-Songwriterin und Produzentin mit. Laut Madonna fiel ihr der Titel True Blue ein, da ihr damaliger Ehemann Sean Penn das Wort oft im Zusammenhang mit ihrer Beziehung erwähnte. True Blue soll eine Metapher für „perfekte und wahre Liebe, die nie endet“ darstellen. Außerdem wollte Madonna ein Lied, das den Inhalt und die Eindrücke des kompletten Albums zusammenfasst und in einem Lied ausdrückt. Deshalb nannte Madonna das Stück True Blue, genauso wie das gleichnamige Album. In einem Interview sagte Steve Bray: „Sie [Madonna] war wirklich so sehr verliebt. Es war für uns klar, dass sie Liebeslieder schreibt, wenn sie so sehr verliebt ist. Ist sie nicht verliebt, schreibt sie auch definitiv keine Liebeslieder.“

## Musikalisches
True Blue ist ein Dance-Popsong, das von den Motown Girlgroups der 1960er inspiriert wurde, diese gelten als die direkten Vorläufer von Madonnas musikalischem Stil. Das Lied wurde in der Tonart B-Dur komponiert. In einem musikalischen Doo-Wop-Stil hat das Lied circa 120 BpM.
Madonnas Stimmumfang beträgt eineinhalb Oktaven, von F3 bis B4. Das Chorus wird mit Glockenläuten eingespielt. Die Glocken werden immer nach dem Vers „This time I know it's true“ gespielt, der während der Bridge von Backgroundsängerinnen gesungen wird. Eine Bassmelodie, auf der Madonna beim zweiten Chorus singt, verwendet auch Glockengeläute. Der Liedtext ist in einer einfachen Vers-Chorus-Form gehalten, mit denen Madonna ihre Gefühle und Eindrücke zu Sean Penn erläutert; es beinhaltet eine persönliche Anrede an Sean, dieses wird durch die Anrede „dear“ in der Zeile „Just think back and remember, dear“ deutlich.

## Rezeption

### Kritik
Von Musikkritikern wurde True Blue größtenteils positiv aufgenommen.
Davitt Sigerson vom Rolling Stone Magazin erklärte in seiner Rückmeldung zu True Blue, dass das Lied „einen klassischen Beat und einen unermesslich vielversprechenden Titel vergeude“. Bill Holdship von Yahoo! sagte, dass True Blue ein „wunderschöner Tribut von Madonna an die Girlgroups der 50er und 60er“ sei. In seinem Buch Madonna: An Intimate Biography beschreibt der Journalist J. Randy Taraborrelli das Lied als „den besten, niedlichsten und spaßigsten Titel des ganzen True-Blue-Albums, der ein Gefühl der 1950er rüberbringt“. Im Buch Rock 'n' Roll Gold Rush, das verschiedene Informationen über verschiedene Künstler und deren Lieder enthält, beschreibt der Autor Maury Dean das Lied als ein „Meisterwerk von Einfachheit, verwoben mit geheimer Kompliziertheit“ und fügt noch hinzu: „Einerseits ist es gerade ein grundlegendes Straßenliedchen, mit vier grundlegenden Akkorden. In einem anderen Zusammenhang ist es eine harmonische Maschine, die romantisch und melodisch angetrieben wird.“
Die The Wichita Eagle mochten das Lied nicht, da sie glaubten, es wäre zu „neutral“ im Vergleich zu den anderen Liedern auf dem Album. Daniel Brogan von der Chicago Tribune vermerkte, das Lied sei gut und bezeichnete es als „eindrucksvoll“, wie die restlichen Lieder auf dem Album, Jan DeKnock von der gleichen Zeitung sagte, das Lied sei so „bezaubernd und magisch“. Steve Morse von The Boston Globe, sagte, als er das Lied beschrieb, „das Lied ist einfach wunderbar“.

### Kommerzieller Erfolg
True Blue wurde in den Vereinigten Staaten im Oktober 1986 veröffentlicht. Die Single debütierte in den Billboard Hot 100 auf Platz 40, sechs Wochen später erreichte es für drei Wochen eine Höchstplatzierung von Platz 3 und verbrachte insgesamt 16 Wochen in den Top Ten. Im Oktober 1998 wurde die Single in den Vereinigten Staaten mit Gold ausgezeichnet. In Kanada debütierte True blue auf Platz 84 in der Woche zum 27. September 1986, im November 1986 wurde der Song für Madonna ein Nummer-eins-Hit in Kanada und blieb insgesamt 23 Wochen in den Top Ten. In den Jahrescharts erreichte die Single Platz 37.
Im Vereinigten Königreich wurde True Blue am 29. September 1986 veröffentlicht. Es debütierte auf Platz 3 in den britischen Singlecharts, bevor es in der nächsten Woche ein Nummer-eins-Hit für Madonna wurde, somit wurde True Blue dort Madonnas dritter Nummer-eins-Hit. True Blue wurde im Oktober 1986 ein Nummer-eins-Hit in den europäischen Charts. Es erreichte die Top 5 in Belgien, Italien und den Niederlanden, sowie die Top Ten in Österreich, Frankreich, Deutschland und der Schweiz.

## Musikvideo
Für True Blue erschienen zwei Musikvideos, das offizielle originale Musikvideo zu True Blue wird im nächsten Abschnitt beschrieben. Das zweite Musikvideo, das für einen Wettbewerb von MTV gedreht wurde, wird weiter unten beschrieben.

### Offizielles Musikvideo
Das originale Musikvideo zu True Blue wurde im September 1986 unter der Regie von James Foley in New York City gedreht. Als Produzenten wirkten David Naylor und Sharon Oreck mit. Für die Fotografie war Michael Ballhaus verantwortlich. Im Video befindet sich Madonna in einer blauen Umgebung (das Video wurde im Bluescreen-Verfahren gedreht) mit drei Tänzerinnen und einem typischen amerikanischen Auto aus den 1950ern. Das Video enthält viele Tanzszenen an jeweils drei verschiedenen Orten. Bei der ersten Tanzszene wird eine Choreografie getanzt, Madonna und die Tänzerinnen befinden sich vor einer Bluescreenwand. Bei der zweiten Tanzszene wird auf dem Auto getanzt. Bei der letzten Tanzszene wird in der Nähe einer Theke getanzt, die völlig von dem Bluescreen umgeben wird, der Zuschauer erfährt also nicht, ob das Geschehen zum Beispiel in einer Kneipe stattfinden könnte. Zwischen allen Tanzszenen wird mehrmals im Musikvideo gewechselt. Die Bluescreen-Technik wurde für das Musikvideo vor allem deswegen angewendet, damit die Phantasie der Zuschauer angeregt wird und sie sich selbst ein Bild von einer möglichen Umgebung machen können.
Durch die Textzeile „The sun is bursting right out of the sky“ wird aber deutlich, dass der blaue Hintergrund einen Himmel mit einer Sonne darstellen soll, so bleibt die inhaltliche Bedeutung des Liedes im Video beibehalten. Zwei von Madonnas besten Freundinnen, Erika Belle und Debi Mazar, spielen im Musikvideo mit. Während dieser Zeitperiode fokussierte sich Madonna auf eine traditionelle Art und Weise und wollte von ihren Fans als respektvoller gegenüber traditionellen Geschlechtsrollen gesehen werden. Nach ihrem Toy-Boy-Image im letzten Musikvideo zu Live to Tell entwarf Madonna ihr oben beschriebenes Image für dieses Musikvideo. Madonna nahm extra Gymnastikstunden in Hollywoods The Sports Connection-Center, damit sie ihr neues Image im Video sportlich präsentieren konnte.

### „Make My Video“-Wettbewerbs-Video
Sire Records entschied sich, ein Promo-Musikvideo zu True Blue zu drehen, um sich an einem Wettbewerb bei MTV zu beteiligen, an dem Fans ihre eigenen Musikvideos zu True Blue einsenden durften. Ende 1986 veranstaltete MTV einen Wettbewerb und bat Zuschauer und Fans, ein eigenes True-Blue-Video für den Wettbewerb zu drehen. Der Wettbewerb wurde als Madonna's 'Make My Video' Contest bekannt.
Der Gewinner konnte eine Reise nach New York City in das MTV-Studio gewinnen, in dem das originale True-Blue-Video gedreht wurde. Der Gewinner konnte in diesem Studio auch Madonna treffen, die dem Gewinner dann das Preisgeld von 250.000 $ persönlich aushändigte. Die ganze Aktion wurde von MTV in den USA live ausgestrahlt. Tausende von Zuschauern schickten daraufhin ihre eigenen Musikvideos zu MTV, die meisten waren Home Videos, auf denen mehrere Personen das Musikvideo von True Blue eher laienhaft nachstellten. Peter Danielson von MTV sagte, dass auf den Videos viele Teenager Madonna imitierten. Alle eingegangenen Videos wurden bei MTV auf einer Extrasendung ausgestrahlt. True Blue wurde die ganze Zeit gespielt, aber jedes Mal mit einem anderen Musikvideo. Die Autorin Lisa A. Lewis sagte, dass diese Veranstaltung zeige, wie populär, erfolgreich und ruhmreich Madonna sei, jeder der ein Video einschickte, wollte wie Madonna wirken, um den Preis zu gewinnen. MTV wählte schließlich nach mehreren Wochen zehn Finalisten aus.
Die meisten Kandidaten versuchten mit ihren verschiedenen Videos, die inhaltliche Bedeutung des Liedes zu ändern. Nur die letzten drei Kandidaten zeigten einen 50er-Jahre-Stil und zeigten in ihren Videos genau den Inhalt des originalen Videos. Erst nachdem die Videos für das Halbfinale ausgewählt waren, sollten die Halbfinalvideos das Thema Liebe vertiefen. Die meisten der eingereichten Videos waren von Männergruppen, dicht gefolgt von der Gruppe weiblicher Teenager. Die Gewinner wurden letztendlich Angel Gracia und Cliff Guest, deren Musikvideo eine weibliche Protagonistin zeigte, die mit ihren Freundinnen zum männlichen Protagonisten fährt. Bei der Ankunft verlieben sich beide Hauptpersonen ineinander. Das Mädchen geht zur Haustür des Freundes und gibt ihm Blumen und Geschenke. Der männliche Protagonist wird im Video als perfekter Partner dargestellt, er hat alles, was ein bester Freund braucht (diese Szene beginnt nach der Zeile „You’re my best friend“, was die ganze Situation mit einem Satz beschreibt). Im Gewinner-Video gab es auch keine sexuellen Anspielungen. Das Video war von Tina Turners Musikvideo zum Nummer-eins-Hit What’s Love Got to Do with It aus dem Jahre 1984 inspiriert.
Das Gewinner-Video nahm Madonna anschließend auch selbst zu True Blue auf und veröffentlichte beide Videos, das des Gewinner-Paares und ihre eigene Version des Gewinner-Videos.

## Live-Auftritte und Coverversionen
Madonna präsentierte das Lied nur auf ihrer Who's That Girl World Tour im Jahre 1987 und ihrer Rebel Heart Tour (2015/2016). Bei jedem Auftritt von True Blue bei der Who's That Girl World Tour kam Madonna mit einem blauen Kleid auf die Bühne und sang das Lied unmittelbar nach dem Song Lucky Star. In einem ähnlichen Bezug zum ursprünglichen Musikvideo ist Madonna von Tänzerinnen umgeben, die ihre Freundinnen darstellen. Am Ende des Liedes fragte Madonna die Tänzerinnen, ob ein Mann ihre Rolle übernehmen soll und sang das Lied dann noch einmal, und es kam tatsächlich ein Tänzer auf die Bühne. Die Choreografien von Madonnas Tanz beim Auftritt (und die weiteren auf ihrer Tour) übernahm Jeffrey Hornaday von Flashdance. Zwei verschiedene Vorführungen des Liedes sind auf den Videos Who's That Girl – Live in Japan, gefilmt in Tokyo, Japan, am 22. Juni 1987, und Ciao, Italia! – Live from Italy, gefilmt in Turin, Italien, am 4. September 1987, enthalten. Die Punkband Digger aus Pennsylvania nahm im Jahr 1996 eine Coverversion von True Blue auf. Diese ist auf deren erster LP Powerbait aus dem Jahre 1996 enthalten.

## Mitwirkende
- Madonna – Songwriter, Produzent, Gesang
- Steve Bray – Schlagzeug, Keyboard, Songwriter, Produzent
- Bruce Gaitsch – Rhythmusgitarre
- Fred Zarr – Keyboard
- Steve Peck – Engineer
- Shep Pettibone – Mixer
- Herb Ritts – Fotografie
- Jeri McManus – Design/Singlecover

## Charts und Auszeichnungen
Charts
| ChartsChartplatzierungen       | Höchstplatzierung | Wochen |
| ------------------------------ | ----------------- | ------ |
| Deutschland (GfK)              | 6 (15 Wo.)        | 15     |
| Österreich (Ö3)                | 9 (14 Wo.)        | 14     |
| Schweiz (IFPI)                 | 6 (10 Wo.)        | 10     |
| Vereinigtes Königreich (OCC)   | 1 (15 Wo.)        | 15     |
| Vereinigte Staaten (Billboard) | 3 (16 Wo.)        | 16     |

Auszeichnungen für Musikverkäufe

| Land/Region                  | Auszeichnungen für Musikverkäufe (Land/Region, Auszeichnung, Verkäufe) | Verkäufe  |
| ---------------------------- | ---------------------------------------------------------------------- | --------- |
| Australien (ARIA)            | Platin                                                                 | 70.000    |
| Frankreich (SNEP)            | Silber                                                                 | 250.000   |
| Vereinigte Staaten (RIAA)    | Gold                                                                   | 500.000   |
| Vereinigtes Königreich (BPI) | Silber                                                                 | 556.000   |
| Insgesamt                    | 2× Silber · 1× Gold · 1× Platin ·                                      | 1.377.000 |

Hauptartikel: Madonna (Künstlerin)/Auszeichnungen für Musikverkäufe